# Orden von Monreal del Campo
Der Orden von Monreal del Campo, auch Orden von San Salvador de Monreal, war ein Ritterorden im Königreich Aragón im 12. Jahrhundert. Er wurde von König Alfons I. von Aragón um das Jahr 1124 gestiftet und bestand nur für wenige Jahre.

## Geschichte
König Alfons I. von Aragón gründete um das Jahr 1124 den Ritterorden mit dem Ziel, die Muslime an der Grenze von Aragon zu bekämpfen und den Seeweg in das Heilige Land freizuhalten. Dabei handelte er auf den Rat von Graf Gaston IV. von Béarn. 
Zugleich gründete König Alfons eine neue Stadt, der er den Namen Monreal del Campo gab (heute in der Provinz Teruel). Die Stadt sollte Sitz des neuen Ordens werden. Ferner übertrug König Alfons dem Orden reichen Besitz und gab seinen Mitgliedern großzügige Privilegien. Dem Orden gehörten wichtige Adlige sowie der Erzbischof von Auch und der Abt von San Juan de la Peña an. Mit erstem Schwung führte der neue Orden einen Kriegszug in das Gebiet von Valencia durch. 
Doch bestand der Orden nur für wenige Jahre. Da der Orden im Testament von König Alfons, der 1134 starb, bereits nicht mehr bedacht wurde, ist davon auszugehen, dass der Orden zu dieser Zeit bereits aufgelöst oder im Templerorden aufgegangen war.  